# Cheikh Namous
Cheikh Namous, également connu sous son nom de naissance Mohamed Rechidi, est un musicien algérien, né en mai 1920 dans la Casbah d'Alger et mort en janvier 2021. Il est considéré comme l'un des premiers interprètes de banjo en Algérie et a collaboré avec les figures de la musique chaâbi, telles que Hadj El Anka, Dahmane El Harrachi.

## Biographie

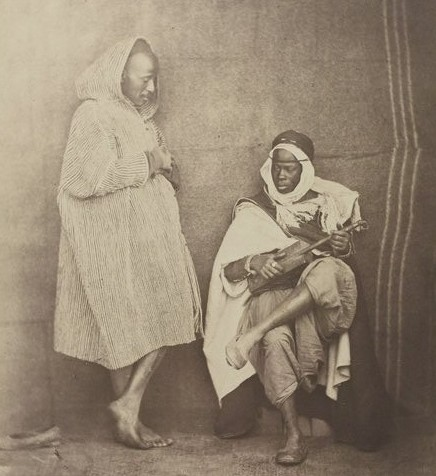
Joueur de guembri à Alger, dans les années 1850.

Cheikh Namous, né Mohamed Rechidi, est né en mai 1920 à la Casbah d'Alger, dans une famille originaire de Afir, village Talarous (près de Dellys dans la wilaya de Boumerdès). À l'âge de 12 ans, il a acheté son premier guembri et a démontré un intérêt précoce pour la musique. 
Après avoir obtenu son certificat d'études en 1933, il a travaillé dans divers emplois, mais sa passion pour la musique a toujours été présente. Il a commencé à jouer de la mandole avant de devenir un virtuose du banjo, son instrument de prédilection.
Dans les années 1930, il a rejoint l'orchestre dirigé par Abderrahmane Sridek, puis l'orchestre d'Hadj El Anka, où il a été l'un des premiers à introduire le banjo dans l'orchestre en 1941. Il est connu pour faire partie des premiers musiciens de banjo dans les orchestres algériens. 
Au cours des années 1950, il a travaillé avec l'orchestre de la radio d'expression kabyle sous la direction de Nourdine Meziane. Il travaille notamment Chérifa, Djida, Djamila, Rabah Taleb, Abdiche Belaïd, Akli Yahyaten, Arab Ouzelague
Cheikh Namous est considéré comme un pionnier de la musique chaâbi, grâce à sa maîtrise du banjo et son impact sur ce genre musical. Après l'indépendance de l'Algérie, il a continué à travailler avec les interprètes du genre, tels que El Hachemi Guerouabi, Boudjemaâ El Ankis, Amar Ezzahi et Dahmane El Harrachi.
Il a également fondé une école de musique où il a formé plusieurs générations de musiciens et était considéré comme le doyen des musiciens algériens. Son surnom de Namous (« moustique ») lui a été donné à cause de son activité débordante et de sa rapidité dans son jeu musical. 
Namous est père de 14 enfants. Il est mort à l'age de 101 ans, à son domicile au quartier populaire de Diar Djemaâ, à El Harrach (Alger), dans la nuit de lundi à mardi du 19 janvier 2021.